# Biarchedi
Der Biarchedi ist ein 6781 m hoher Berg im zentralen Karakorum in Pakistan.
Er befindet sich in den Masherbrum-Bergen auf der Südseite des Baltorogletschers. An seiner Nordostflanke erstreckt sich der Biarchedi-Gletscher. Über einen Grat ist er mit dem 1,93 km südsüdöstlich gelegenen Gondogoro Ri (auch Peak 6810) verbunden. Die Schartenhöhe beträgt 561 m.
Entlang der Westflanke verläuft der Yermanendu-Gletscher vom westlich gelegenen Masherbrum nach Norden zum Baltorogletscher.
Nach anderen Quellen wird Peak 6810 als Biarchedi I bezeichnet. Der eigentliche Biarchedi wäre dann Biarchedi II. Weitere Gipfel sind Biarchedi III (6710 m) und Biarchedi IV (6650 m).